# Kapfreute
Kapfreute (westallgäuerisch: Khabfritə) ist ein Gemeindeteil des Markts Weiler-Simmerberg im  bayerisch-schwäbischen Landkreis Lindau (Bodensee).

## Geographie
Der Weiler liegt circa 2,5 Kilometer westlich des Hauptorts Weiler im Allgäu und zählt zur Region Westallgäu.

## Ortsname
Der Ortsname setzt sich aus dem mittelhochdeutschen Wort kapf für „runde Berkuppe“, „Ort, an dem man ausschau hält“ sowie dem Grundwort -reute für eine Rodesiedlung zusammen und bedeutet somit Rodesiedlung auf dem Kapf. Eine andere Theorie sieht einen Familiennamen Kapf.

## Geschichte
Kapfreute wurde urkundlich erstmals im Jahr 1569 als Kabfreuti erwähnt. Im Jahr 1818 wurden drei Wohngebäude im Ort gezählt. Der Ort gehörte einst dem Gericht Kellhöfe und später der Gemeinde Simmerberg an.